# Black Mission
'Black Mission' (también conocido como Mission fig o Franciscana) es un cultivar de higuera Ficus carica bífera (produce dos cosechas durante la temporada brevas e higos de otoño) de higos color violeta intenso. Fueron introducidos por primera vez en lo que ahora es Estados Unidos en 1768 cuando los misioneros franciscanos lo plantaron en San Diego.

## Sinonimia
- „Mission fig“,
- „Franciscana“,[4]

## Historia
Las higueras fueron introducidos por primera vez en lo que ahora es Estados Unidos en 1768 cuando los misioneros franciscanos lo plantaron en San Diego.
También se plantó en las misiones posteriores que los franciscanos establecieron en la costa de California. Gustav Eisen escribe: "Los primeros padres y misioneros de los Estados de la costa del Pacífico no cultivaron otra variedad de higos".
Más tarde se convirtió en la principal variedad comercial plantada en California. El higo de la Misión fue superado más tarde por el higo 'Sari Lop fig' (también conocido como 'Calimyrna') como la variedad de higo comercial más popular cultivada en California,

## Características
La higuera Black Mission es bífera y produce mucha fruta durante la temporada de crecimiento. El fruto de este cultivar es de tamaño mediano a pequeño y rico en aromas.
Esta variedad es autofértil y no necesita otras higueras para ser polinizada.
La breva es grande y el higo del cultivo principal es de tamaño mediano. Es un higo de piel  color violeta oscuro con un interior color fresa. La piel de la fruta a menudo se agrieta cuando está madura.
El árbol es de larga vida y crece para ser bastante grande. Es sensible a las heladas.

## Cultivo
El higo 'Black Mission' son los más confiables para la siembra en USDA Hardiness Zones 9 a más cálida, es una variedad de higos de alta calidad.
Produce tanto cosecha de brevas como de higos del cultivo principal, y se considera una variedad siempre presente cuando se planta en el clima adecuado.

## Sensibilidades
Las higueras de 'Black Mission' casi siempre están infectadas con el virus del mosaico de la higuera, que pueden afectar el color y la forma de las hojas, pero generalmente no afectan la producción de fruta,
Todavía se considera uno de los higos de la más alta calidad que se puede cultivar en las zonas USDA Hardiness Zones 9 y superiores en Estados Unidos,